# Lewis Stone

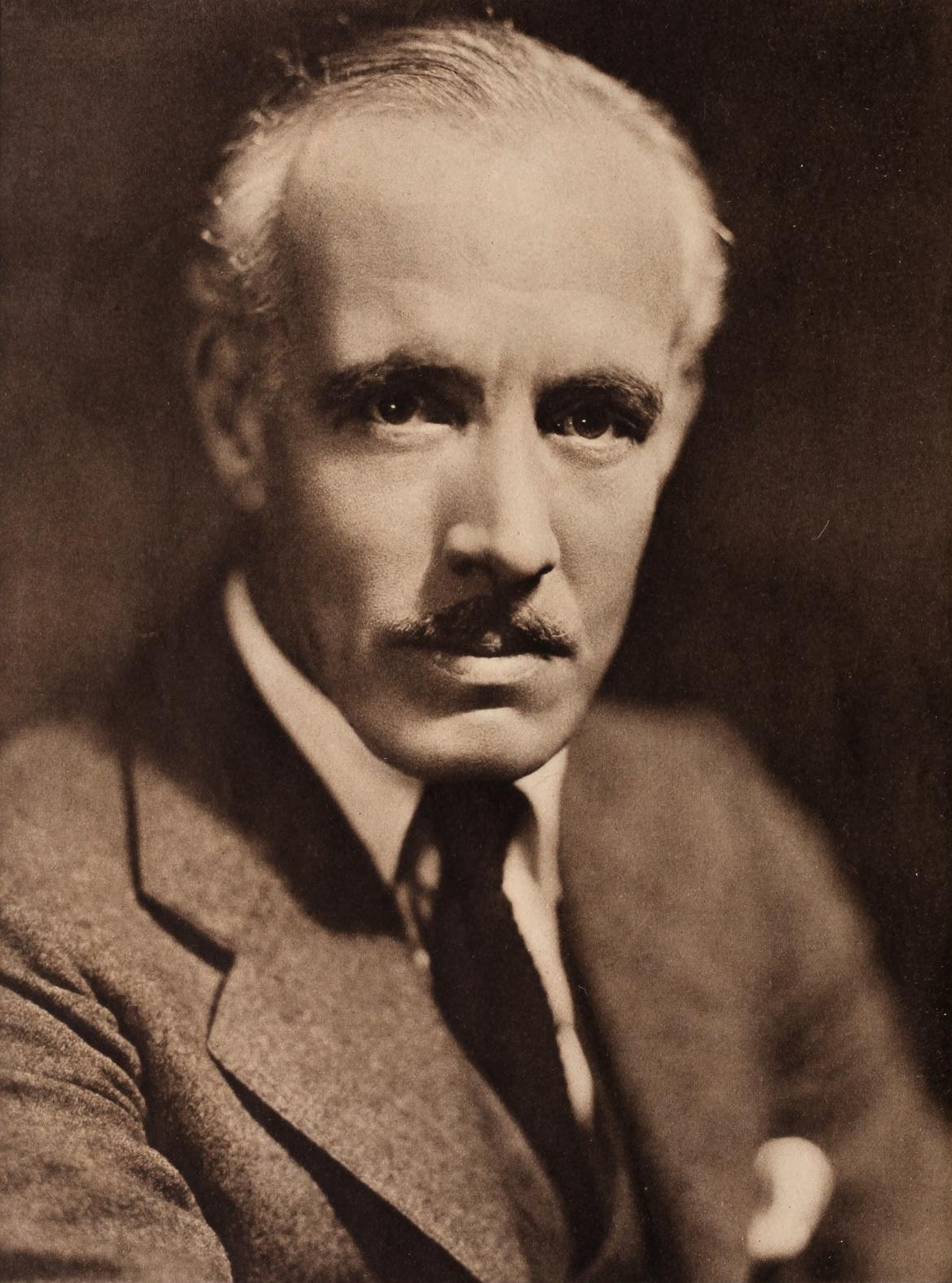
Lewis Stone (1923)

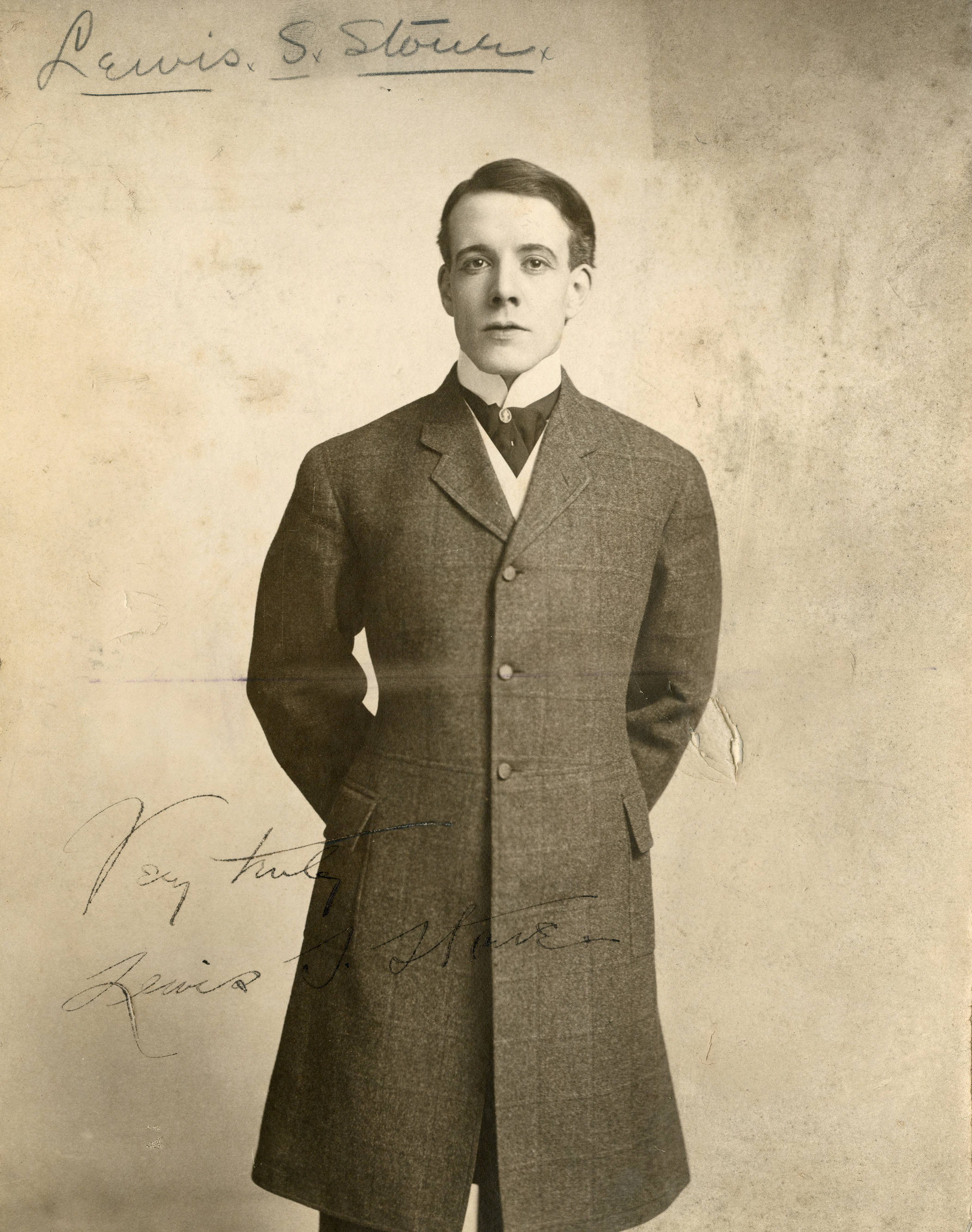
Lewis Stone in seiner Zeit als Theaterschauspieler (1905)

Lewis Shepard Stone (* 15. November 1879 in Worcester, Massachusetts; † 12. September 1953 in Beverly Hills, Los Angeles, Kalifornien) war ein US-amerikanischer Schauspieler. Der langjährige Vertragsschauspieler von Metro-Goldwyn-Mayer wurde unter anderem durch seine Darstellung des Richters Hardy in der Andy-Hardy-Filmreihe populär.

## Leben
Stone wurde als Sohn von Bertrand Stone und Philena Heald Ball in Massachusetts geboren. Nach seinem College-Abschluss begann er zu schauspielern, begab sich aber wenig später in einen Einsatz im Spanisch-Amerikanischen Krieg. Hierbei erreichte er einen Offiziersrang. Nach seiner Rückkehr führte Stone seine Laufbahn als Schauspieler fort und wurde allmählich zu einem prominenten Bühnendarsteller. 1912 war Stone erstmals am Broadway zu sehen, in dem Musikstück The Bird of Paradise. In den darauffolgenden sechs Jahren kam er zu regelmäßigen Auftritten am Broadway.
Sein Filmdebüt absolvierte Stone im Jahr 1915, in den darauffolgenden Jahren verlegte er den Schwerpunkt seiner Tätigkeit zunehmend vom Theater zum Film. Der früh ergraute Schauspieler erreichte bereits in der Stummfilmära einige große Erfolge, darunter 1922 in einer Doppelrolle in Der Gefangene von Zenda und 1923 in Scaramouche, in beiden Abenteuerfilmen agierte er dabei an der Seite des Leinwandpaares Ramón Novarro und Alice Terry. 1952 sollte Stone ebenfalls an den Neuverfilmungen beider Werke mit Stewart Granger in der Hauptrolle mitwirken.
Ab 1924 war Stone unter einem Studiovertrag bei Metro-Goldwyn-Mayer, der mit zahlreichen Verlängerungen bis zu seinem Tod 29 Jahre später lief. Er wird deshalb von Guinness World Records als Schauspieler mit dem längsten Studiovertrag gelistet. Nur gelegentlich kam es zu Loan-Outs an andere Studios, darunter für seine Rolle als Wissenschaftler im Abenteuerfilm Die verlorene Welt sowie 1928 zu Paramount Pictures, wo er in Der Patriot an der Seite von Emil Jannings und unter der Regie von Ernst Lubitsch spielte. Für seine Darstellung des Grafen von der Pahlen in diesem Film erhielt Stone bei der Oscarverleihung 1930 (April) eine Nominierung für den Oscar als bester Hauptdarsteller. 
Im Gegensatz zu anderen Stummfilmschauspielern gelang Stone der Wechsel vom Stumm- zum Tonfilm ohne Probleme. Schon seit Mitte der 1920er-Jahre war Stone altersbedingt von Liebhaberrollen ins Charakterfach gewechselt. In der Tonfilmära spielte er typischerweise würdevolle Autoritätspersonen wie Ärzte oder Richter, den älteren Berater und väterlichen Freund des Hauptdarstellers oder gelegentlich auch den onkelhaften Verehrer der Leading Lady. Besondere Popularität verschaffte ihm die Rolle des weisen Familienvaters und Richters James Hardy, den er zwischen 1937 und 1946 in 16 Filmen der Andy-Hardy-Filmreihe mit Mickey Rooney als seinem Filmsohn Andy verkörperte. Stones Charakter des Richters Hardy war ursprünglich von Lionel Barrymore in A Family Affair, dem ersten Film der Reihe, gespielt worden, ehe das Studio zahlreiche Umbesetzungen vornahm und Stone zum Zuge kam.
Bekannt wurde Stone außerdem durch seine insgesamt sieben Einsätze an der Seite von Greta Garbo, die ebenfalls bei MGM unter Vertrag stand. Diese Filme waren Eine schamlose Frau, Wilde Orchideen, Romanze, Mata Hari, Yvonne, Königin Christine und der oscarprämierte Ensemblefilm Menschen im Hotel. In letzterem Film nach einem Roman von Vicki Baum hatte Stone als melancholischer Doktor Otternschlag eine zentrale Rolle inne. Auch in weiteren Literaturverfilmungen trat der Schauspieler auf, u. a. als Doktor Livesey in Die Schatzinsel und als Mr. Wickfield in David Copperfield. Insgesamt spielte Stone im Laufe seines Lebens in über 150 Filmproduktionen, bei seinem Tod bereitete er sich gerade auf eine Rolle in Billy Wilders Komödie Sabrina vor.
Stone starb 1953 im Alter von 73 Jahren an einem Herzinfarkt, als er störende Jugendliche von seinem Grundstück verjagte. Ein Foto des verstorben auf dem Bürgersteig liegenden Schauspielers gelangte in einige Zeitungen und wurde später auch in Kenneth Angers Skandalbuch Hollywood Babylon abgedruckt. Stone war dreimal verheiratet. Seine erste Ehefrau Margaret Langham starb 1917 nach zehn Jahren Ehe. Seine zweite Ehe mit Florence Oakley, aus der zwei Kinder stammten, wurde 1929 geschieden. 1930 heiratete er Hazel Elizabeth Wolf, mit der er bis zu seinem Tod zusammenblieb. Sein Grab befindet sich auf dem Kensico Cemetery in Valhalla, New York.

## Filmografie (Auswahl)
- 1915: The Man Who Found Out
- 1918: The Man of Bronze
- 1922: Der Gefangene von Zenda (The Prisoner of Zenda)
- 1922: Die Schlange von Paris (Trifling Women)
- 1923: Scaramouche
- 1924: Wenn Männer ausgehen (Why Men Leave Home)
- 1924: Der Mann, die Frau, der Freund (Husbands and Lovers)
- 1925: Ein König im Exil (Confessions of a Queen)
- 1925: Die Frau, die gelogen hat (The Lady Who Lied)
- 1925: Er soll dein Herr sein… (The Talker)
- 1925: Die verlorene Welt (The Lost World)
- 1927: Das Liebesleben der schönen Helena (The Private Life of Helen of Troy)
- 1928: Die Hölle der Heimatlosen (The Foreign Legion)
- 1928: Der Patriot (The Patriot)
- 1928: Der Kriminalreporter von Chikago (Freedom of the Press)
- 1928: Eine schamlose Frau (A Woman of Affairs)
- 1929: Wilde Orchideen (Wild Orchids)
- 1929: The Trial of Mary Dugan
- 1929: Wonder of Women
- 1929: Madame X
- 1929: Their Own Desire
- 1930: Hölle hinter Gittern (The Big House)
- 1930: Romanze (Romance)
- 1930: Passion Flower
- 1931: Yvonne (Inspiration)
- 1931: Der Spuk von Paris (The Phantom of Paris)
- 1931: The Secret Six
- 1931: Die Sünde der Madelon Claudet (The Sin of Madelon Claudet)
- 1931: Mata Hari
- 1932: Menschen im Hotel (Grand Hotel)
- 1932: Letty Lynton
- 1932: Feuerkopf (Red-Headed Woman)
- 1932: Die Maske des Fu-Manchu (The Mask of Fu Manchu)
- 1932: The Son-Daughter
- 1933: Die weiße Schwester (The White Sister)
- 1933: Ein Mann geht seinen Weg (Looking Forward)
- 1933: Verschollen in New York (Bureau of Missing Persons)
- 1933: Königin Christine (Queen Christina)
- 1934: Ein Unbekannter mordet (The Mystery of Mr. X)
- 1934: Millionäre bevorzugt (The Girl from Missouri)
- 1934: Die Schatzinsel (Treasure Island)
- 1935: David Copperfield
- 1935: Helden von heute (West Point of the Air)
- 1935: Der Jazzkadett (Shipmates Forever)
- 1935: Der Polizeibericht meldet … (Woman Wanted)
- 1935: Abenteuer im Gelben Meer (China Seas)
- 1936: Das Wunder in der Wüste (Three Godfathers)
- 1936: Kein Alibi für den Staatsanwalt (The Unguarded Hour)
- 1936: Kleinstadtmädel (Small Town Girl)
- 1936: Suzy
- 1937: Geächtet (Outcast)
- 1937: Der Gefangene von Zenda (The Prisoner of Zenda)
- 1937–1946: Andy-Hardy-Reihe (16 Filme)
  - 1937: You’re Only Young Once
  - 1938: Judge Hardy’s Children
  - 1938: Love Finds Andy Hardy
  - 1938: Out West with the Hardys
  - 1938: The Hardys Ride High
  - 1939: Andy Hardy Gets Spring Fever
  - 1939: Judge Hardy and Son
  - 1940: Andy Hardy Meets Debutante
  - 1940: Andy Hardy’s Dilemma: A Lesson in Mathematics – And Other Things (Kurzfilm)
  - 1941: Andy Hardy’s Private Secretary
  - 1941: Life Begins for Andy Hardy
  - 1942: The Courtship of Andy Hardy
  - 1942: Andy Hardy’s Double Life
  - 1944: Andy Hardy’s Blonde Trouble
  - 1946: Love Laughs at Andy Hardy
- 1939: Tanz auf dem Eis (The Ice Follies of 1939)
- 1943: Plan for Destruction (Dokumentar-Kurzfilm)
- 1948: Der beste Mann (State of the Union)
- 1949: Hoher Einsatz (Any Number Can Play)
- 1950: Ein charmanter Flegel (Key to the City)
- 1950: Stars in My Crown
- 1951: Mein Mann will heiraten (Grounds for Marriage)
- 1951: Angels in the Outfield
- 1951: Anwalt des Verbrechens (The Unknown Man)
- 1952: Nur dies eine Mal (Just This Once)
- 1952: Scaramouche, der galante Marquis (Scaramouche)
- 1952: Im Schatten der Krone (The Prisoner of Zenda)
- 1953: Die schwarze Perle (All the Brothers Were Valiant)

## Auszeichnungen
- Oscarverleihung 1930 (April): Nominierung als bester Hauptdarsteller für Der Patriot